# Manuela Stöckl
Manuela Stöckl (* 25. Jänner 1982 in Salzburg) ist eine Profi-Tänzerin aus Österreich. Sie war von 1994 bis 2015 gemeinsam mit Florian Gschaider eines der erfolgreichsten österreichischen Tanzpaare. Sie ist Weltcupsiegerin über 10 Tänze, mehrfacher EM- und WM-Finalist bei den Amateuren und Profis sowie 10-fache Staatsmeisterin der Amateure und 11-fache österreichische Meisterin bei den Professionals. 2015 beendeten die beiden nach 23 Jahren ihre aktive Profi-Tanzkarriere. Im Jahr 2013 gewann sie mit Rainer Schönfelder die ORF Liveshow Dancing Stars.

## Leben
1992 lernte Manuela Stöckl ihren Tanzpartner Florian Gschaider in einer Kindertanzschule kennen und 1994 starteten sie erstmals auf Turnieren in den lateinamerikanischen Tänzen, Standard und der Kombination (10 Tänze). 1997 errangen sie den Jugendmeistertitel in Latein; nationale wie internationale Titel folgten. Manuela Stöckl ist staatlich geprüfter Trainer für Tanzsport, lizenzierter, internationaler Wertungsrichter für Standard und Lateinamerikanische Tänze sowie Spartentrainer im Salzburger Landesfachverband. Sie arbeitet als Trainer mit Hobby- und Turniertänzern alle Altersklassen in Tanzclubs in ganz Österreich sowie in Süddeutschland. Ihr Stammsitz ist in Salzburg, wo sie Clubtrainer im TSC Danceteam Salzburg sowie im TSC/TC Stardance Elixhausen und Hallein ist. 2016 gründete sie mit Florian Gschaider die Danceteam Emotion GmbH, Anbieter von Trainings, Workshops und Coachings für Hobby- und Turniertänzer. Seit 2018 sind sie auch im Hochzeitsbusiness erfolgreich, das Spezialgebiet ist die individuelle Choreographie für Hochzeitstänze.

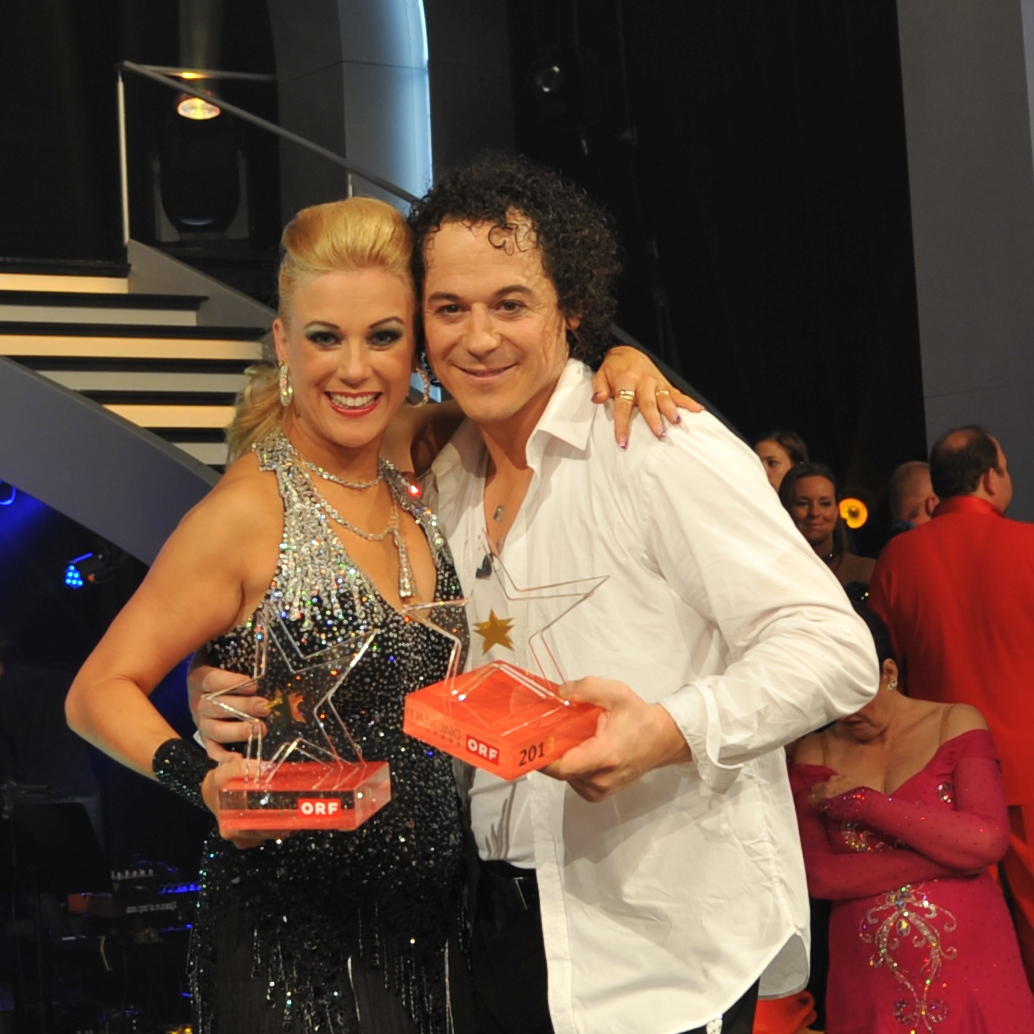
Manuela Stöckl und Rainer Schönfelder

## Dancing Stars
Manuela Stöckl wirkte 2023 zum vierten Mal als Tanzprofi bei der ORF-Liveshow Dancing Stars mit. 2013 tanzte sie sich in der 8. Staffel mit Rainer Schönfelder zum Sieg. 2019 schied sie mit Schauspieler Martin Leutgeb, 2021 mit dem Designer Niko Niko aus. 2023 erreichte sie in der 15. Staffel mit dem ehemaligen Skisprungtrainer Alexander Pointner das Finale und belegte den dritten Platz.

## Größte Erfolge
- Worldcupsieger Kombi 2003
- Weltranglistenplatz 7 Kombination
- 3. EM Kombi Profis 2013
- 5. WM Kombi Profis 2014

## Ausbildung
- 1996–2001 ORG für Leistungssportler Salzburg[2]
- 2003–2008 Heeressportlerin im Heeresleistungssportzentrum Rif/Salzburg (Heeressportzentrum-Österreichisches Bundesheer)
- 2008–2011 Bachelorstudium Privatuniversität Schloss Seeburg BWL Branchenfokus Wirtschaftspsychologie Bachelorarbeit: Imageanalyse des Tanzsports
- 2011–2020 Masterstudium Privatuniversität Schloss Seeburg (mit Unterbrechungen) Wirtschaftspsychologie

- 2004 Ausbildung zum Instruktor für Tanzsport
- 2005 Ausbildung staatlich geprüfter Trainer für Tanzsport
- Seit 2009 Salzburger Spartentrainer im Landesfachverband

## Sportliche Erfolge
- 1998 Finalist Jugend WM Kombination
- 2000 Österreichischer Staatsmeister Kombination[3]
- 2001
  - Österreichischer Staatsmeister Kombination[4]
  - Österreichischer Staatsmeister Standard[4]
  - Österreichischer Vizemeister Latein
  - Welt- und Europameisterschaftsfinalist 10 Tänze
- 2002
  - Österreichischer Staatsmeister Kombination[5]
  - Österreichischer Vizemeister Standard
  - Österreichischer Vizemeister Latein
- 2003
  - Weltcupsieger Kombination
  - Österreichischer Staatsmeister Kombination[6]
  - Österreichischer Vizemeister Standard
  - Österreichischer Vizemeister Latein
  - 6. Platz Europameisterschaft 10 Tänze
- 2004
  - Österreichischer Staatsmeister Kür[7]
  - Österreichischer Staatsmeister Kombination[8]
  - Österreichischer Staatsmeister Latein[8]
- 2005
  - Österreichischer Staatsmeister Kombination[9]
  - Österreichischer Staatsmeister Standard[9]
  - 6. Platz Weltmeisterschaft 10 Tänze
- 2006 Österreichischer Staatsmeister Standard[10]
- Oktober 2007 Wechsel ins Profilager IPDSC
- 2009 dreifacher österreichischer IPDSC Meister Latein, Standard, 10 Tänze
- 2010 Wechsel ins Profilager WDC
  - Österreichischer Meister 10 Tänze
  - Österreichischer Vizemeister WDC Standard
- 2011
  - Österreichische Meister 10 Tänze
  - Vizemeister Standard & Latein
- 2012
  - 5. Platz EM 10 Tänze, Salzburg
  - 8. Platz WM 10 Tänze, Kanada
  - Top 48 Blackpool
- 2013 3. Platz EM 10 Tänze, Deutschland
- 2014 5. Platz WM 10 Tänze, Innsbruck

## Auszeichnungen
- Silbernes Ehrenzeichens für Verdienste um die Republik Österreich
- 2-facher Salzburger Sportler des Jahres[11]